# Aérodrome de Balkanabat
L'aérodrome de Balkanabat (code IATA : BKN) est un aéroport de province situé à 4,5 km au sud-est de Balkanabat, au Turkménistan.

## Situation
| \| 100 km1:14 016 000 \| Achgabat Daşoguz Kerki Balkanabat Garabogaz Mary Türkmenbaşy Türkmenabat |
| 100 km1:14 016 000                                                                                |

## Compagnies aériennes et destinations

### Passager
| Compagnies            | Destinations                         |
| --------------------- | ------------------------------------ |
| Turkmenistan Airlines | Achgabat, Daşoguz, Mary, Türkmenabat |

Édité le 18/11/2020